# Ielena Kutxínskaia
Ielena Kutxínskaia (en rus: Елена Кучинская) (Taganrog, óblast de Rostov, 11 de desembre de 1984) va ser una ciclista russa, professional del 2006 al 2016.
Al 2007 va donar positiu per furosemida en un control, durant la disputa del Sparkassen Giro Bochum. Va ser suspesa durant dos anys.

## Palmarès
- 2016
  - 1a al Tour de Zhoushan Island i vencedora d'una etapa